# IC 5229
IC 5229 ist eine Spiralgalaxie vom Hubble-Typ Sb-c im Sternbild Tukan am Südsternhimmel. Sie ist schätzungsweise 549 Millionen Lichtjahre von der Milchstraße entfernt.
Das Objekt wurde am 16. Juli 1904 von Royal Harwood Frost entdeckt.